# Joseph W. Fifer

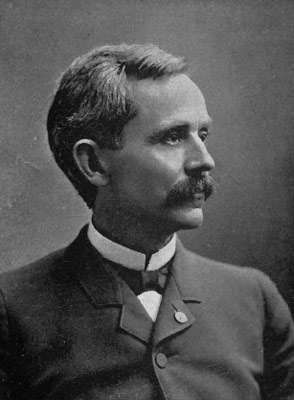
Joseph Fifer (1892)

Joseph Wilson Fifer (* 28. Oktober 1840 in Staunton, Virginia; † 6. August 1938 in Bloomington, Illinois) war ein US-amerikanischer Politiker der Republikanischen Partei und von 1889 bis 1893 der 19. Gouverneur des Bundesstaates Illinois.

## Frühe Jahre und politischer Aufstieg
Die Eltern von Joseph Fifer waren Deutsche. Sein Vater arbeitete als Maurer. Später zog die Familie nach Missouri. Dort starb seine Mutter. Die Familie kehrte daraufhin nach Virginia zurück. Als Fifer 17 Jahre alt war, zog die Familie nach Dry Grove Township im McLean County in Illinois. Fifer arbeitete dort in einem Ziegelwerk.
Er nahm als einfacher Soldat am Bürgerkrieg auf Seiten der USA teil und diente zusammen mit seinem Bruder im 33. Illinois Freiwilligen-Infanterieregiment. Im Rahmen von General Grants Feldzug gegen Vicksburg wurde er bei Jackson (Mississippi) verwundet und verbrachte den Rest des Krieges als Wache eines Patrouillenbootes. Während des Krieges legte er sich den Spitznamen "Private Joe" zu.
Nach seiner Militärzeit studierte er bis 1868 an der Illinois Wesleyan University und anschließend Jura in der Kanzlei Prince & Bloomfield in Bloomington.
Nach erfolgreicher Zulassung als Anwalt begann er ab 1869 in Bloomington zu praktizieren. Seine politische Laufbahn begann der Republikaner Fifer im Jahr 1871 als Berater des Gemeinderats von Bloomington. Zwischen 1872 und 1880 war er Bezirksstaatsanwalt im McLean County. Von 1880 bis 1884 saß er im Senat von Illinois. Seine Partei nominierte ihn als Kandidat für die Gouverneurswahlen von 1888. Bei den Wahlen setzte er sich gegen den früheren Amtsinhaber John M. Palmer durch.

## Gouverneur von Illinois
Fifers vierjährige Amtszeit begann am 14. Januar 1889. In dieser Zeit wurde das historische Archiv von Illinois (State Historical Library) gegründet. Es wurde eine Wahlrechtsreform in die Wege geleitet und die Schulgesetze verbessert. Im Schulbereich erhielten die Frauen erstmals ein Wahlrecht. Im Jahr 1890 wurde die University of Chicago gegründet. Im Bankwesen wurde den Bankdirektoren auferlegt, mindestens zehn Aktien der eigenen Bank zu besitzen. Im Jahr 1890 war die Einwohnerzahl von Illinois auf über 3,8 Millionen gestiegen; das bedeutete einen Zuwachs von etwa 800.000 seit dem Jahr 1880. 1891 begnadigte er den englischen Serienmörder Thomas Neill Cream, der nach England zurückkehrte und dort weitermordete.
Fifer stellte sich 1892 zur Wiederwahl, unterlag aber seinem demokratischen Herausforderer John Peter Altgeld. Im weiteren Verlauf wurde ihm zweimal die erneute Nominierung für das Gouverneursamt angeboten, was er aber ablehnte. 

## Weiterer Lebensweg
Am 10. November 1899 wurde er von US-Präsident William McKinley für den Sitz von William J. Calhoun in der Regulierungsbehörde für den Schienenverkehr Interstate Commerce Commission für eine restliche reguläre Amtszeit bis zum 31. Dezember 1903 nominiert. Am 6. Dezember 1899 erfolgte die Bestätigung durch den US-Senat. Am 16. Dezember 1903 wurde er von Präsident Theodore Roosevelt für eine erneute Amtszeit bis zum 31. Dezember 1909/9. März 1910 nominiert und am folgenden Tag vom Senat bestätigt. Am 30. Dezember 1905 trat er jedoch vorzeitig zurück. Sein Nachfolger wurde Franklin Knight Lane.
Anschließend arbeitete er wieder als Anwalt in Bloomington. Gleichzeitig galt er als Zeitzeuge und Quelle für das Leben und Wirken von Abraham Lincoln und Ulysses S. Grant und wurde deshalb häufig dazu befragt.
Im Jahr 1920 war er Delegierter auf einer Versammlung zur Überarbeitung der Verfassung von Illinois. 1921 war er einer der Anwälte von Len Small bei einem Veruntreuungsverfahren. 
Im Alter von 92 Jahren wurde Fifer bei einem Autounfall schwer verletzt. Die letzten sechs Jahre seines Lebens war er altersbedingt blind und taub und seit dem Unfall behindert. Nachdem er sich bei einem Sturz am 13. März 1938 die Hüfte gebrochen hatte, war er bis zu seinem Tod am 6. August 1938 bettlägerig. 
Joseph Fifer war mit Gertrude Lewis verheiratet. Das Paar hatte zwei Kinder, darunter die Tochter Florence Fifer Bohrer, die 1924 als erste Frau in den Senat von Illinois gewählt wurde.